# European Air Charter
European Air Charter, antes conocida como Bulgarian Air Charter (en búlgaro: Българиан еър чартър), es una aerolínea chárter búlgara con base en el Aeropuerto de Sofia. Opera servicios para operadores turísticos desde las ciudades de Varna y Burgas hacia destinos turísticos en el Mar Negro en el verano, y hacia Sofia y Plovdiv en invierno.

## Historia
La aerolínea fue fundada en el 2000 y empezó operaciones el 14 de diciembre de ese mismo año operando 5 Tupolev Tu-154M. La compañía fue fundada por Aviation Service Group, una operadora turística búlgara. Desde sus inicios la compañía llevaba a cabo vuelos para diferentes operadores turísticos que ofrecieran sus servicios en Bulgaria como REWE Touristik, DUF Travel, Israir, Solvex, Travel booking, VVV Tour y A Tour. Además de operar también vuelos turísticos a países como Austria, República Checa, Alemania, Israel y Polonia.
En 2006 la aerolínea retiro del servicio a los Tupolev Tu-154M, sustituyéndolos por 7 McDonnell Douglas MD-80.
En 2011 la flota de la aerolínea aumento a 12 MD-80. Actualmente, 4 de estos aviones están almacenados en el Aeropuerto de Sofia.

## Flota
La flota de la aerolínea posee a marzo de 2023 una edad media de 28.2 años.
 They also have ON – DEMAND 

### Flota retirada
- 5 Tupolev Tu-154M. Almacenados en el Aeropuerto de Sofia.